# چارماداس
چارماداس (یونانی: Χαρμάδας؛ ۱۶۸/۷ – ۱۰۳/۹۱ پیش از میلاد) یک فیلسوف شکاک یونانی و از شاگردان کارنیادس در آکادمی آتن بود. او به‌خاطر استایل شیک خود مشهور بود. چارماداس تعلیم بلاغت را وارد فرهنگستان کرد و گفته می‌شود که شاگردان زیادی داشته است. او به مدت هفت سال (۱۴۵–۱۳۸ پیش از میلاد) شاگرد کارنیادس بود و بعداً مدرسه خود را در بطلمیون، که یک سالن ورزشی در آتن بود، رهبری کرد. او اهل اسکندریه بود و به‌نظر می‌رسد در آن‌جا زندگی می‌کرده است، قبل از این‌که در حدود ۱۴۵ پیش از میلاد او نیز مانند فیلون لاریسایی شک و تردید فلسفی معتدل‌تری را دنبال کرده است. لوسیوس لیسینیوس کراسوس و مارکوس آنتونیوس برجسته‌ترین شاگردان او بودند. علاوه بر این، فیلودموس شاگردان دیگری را نام برده است: دیودوروس آدرامیتیونی، آپولودور تارسوس، هلیودوروس مالوسی، فانوستراتوس ترالسس و آپولونیوس.